# Спитігнєв II
Спитігнєв II (*Spytihněv II, 1031  —28 січня 1061) — князь Богемії у 1055—1061 роках.

## Життєпис

### Молодість
Походив з династії Пржемисловичів. Старший син Бржетіслава I і Юдити фон Швайнфурт. Перебував як заручник при дворі Генріха III у 1039—1040 та 1041—1043 роках. З часом після повернення — у 1048 році — на батьківщину стає Оломоуцьким князем. Згодом отримав частину Жатецької волості. 1054 році одружився з володаркою Саксонської Східної марки Ідою фон Ейленбург. У 1055 році після смерті батька стає новим князем Богемії.

### Князювання

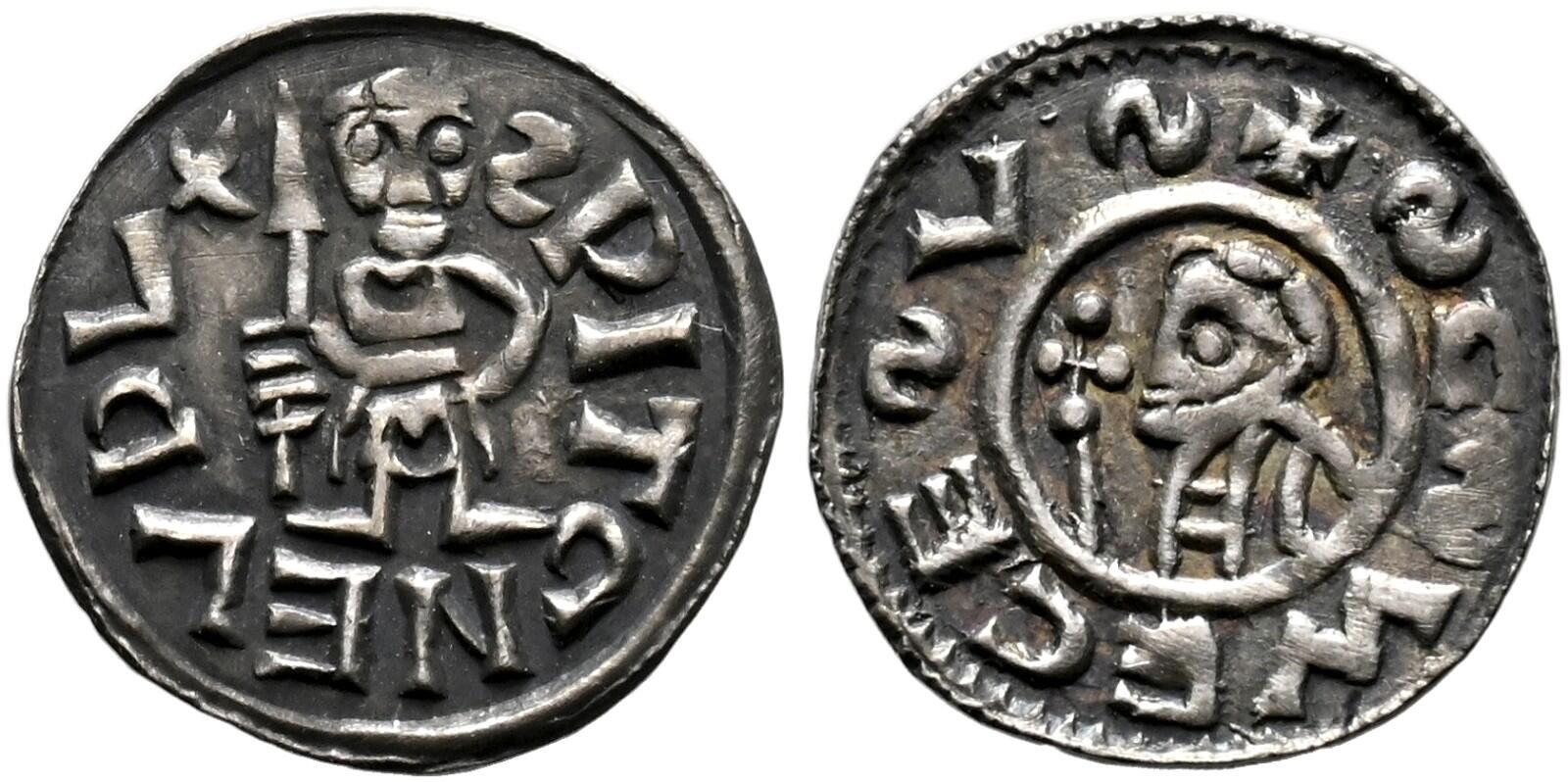
Богемія та Моравія, Спитігнєв II (1031-1061), денарій

Спочатку Спитігнев II відправився до Регенсбургу, де присягнув імператорові Генріху III. Однак дуже скоро він почав проводити антиімперську політику: він вигнав з Чехії всіх німців, не зробивши виняток навіть для власної матері.
Всупереч клятві, даній батькові, незабаром Спитігнев II вирішив захопити Моравію. У 1058 він заарештував 300 знатних моравів і посварився з братами — Вратислав втік до Угорщини, а братів Конрада і Отто перевіз до свого двору. Пізніше Спитігнев II під тиском Андраша I, короля Угорщини, помирився з братами і дозволив Вратиславу повернутися до Оломоуцу.
Спитігнев II відзначався винятковою побожністю і ревно брав участь у всіх церковних службах. У боротьбі за інвеституру між імператором й папським престолом став на бік останнього. В 1059 або 1060 році він отримав від папи римського Миколая II право носити єпископське вбрання на щорічним коштом 100 марок, але одягав його тільки під час посту. У 1060 році в Празі почалося зведення нової базиліки св. Віта, яка мала стати місцем коронації і поховання чеських монархів.
Спитігнев II несподівано помер у розквіті сил в 1061 році під час походу проти угорців.

## Родина
Дружина — Іда (д/н-після 1061), донька Літрих I Веттіна, маркграфа Саксонської Східної марки, графа Ейленбурга, Брена, Гассегау.
Діти:
- Сватобор (д/н-1086), патріарх Аквілеї у 1085—1086 роках під ім'ям Фрідрих
- донька, дружина Віхмана з Целлі